# Bláznivá dálnice
Bláznivá dálnice, též Dálnice do Zapadákova (v anglickém originále Honky Tonk Freeway) je americká bláznivá komedie z roku 1981, kterou natočil britský režisér John Schlesinger. Vypráví o floridském městečku Ticlaw, které starosta doslova přemaloval na růžovo, aby nalákal turisty, jež z něj odváděla nová dálnice. Druhou příběhovou linii pak představují osudy lidí (a zvířat) cestujících po oné dálnici, která je nakonec přivede k Ticlaw.

## Produkce a přijetí
Městečko Ticlaw zastoupilo při natáčení v červenci 1980 skutečné floridské maloměsto Mount Dora.
Film stál značných 24 milionů dolarů, ale zcela propadl a byl stažen distributorem už týden po premiéře. Svou roli v tom sehrála i skutečnost, že se producenti rozhodli prodat práva k videodistribuci ještě předtím, než distributor Universal Pictures souhlasil s uvedením filmu. Ten pak seškrtal marketingový rozpočet a omezil množství kin, v nichž byl snímek uveden.
Píseň z filmu „You're Crazy But I Like You“ byla nominována na anticenu Zlatá malina za nejhorší původní filmovou píseň.
Pro režiséra představovala Bláznivá dálnice největší neúspěch v jeho tvorbě, z něhož se už nikdy zcela nevzpamatoval. Celé další 4 roky nenatočil žádný film a stáhl se jen k televizní tvorbě.
V Česku film uvedla v 90. letech na VHS společnost Lucernafilm.

## Postavy a obsazení
| William Devane    | Kirby T. Calo, starosta                       |
| David Rasche      | Eddie White                                   |
| Paul Jabara       | T.J. Tupus, písničkář                         |
| Howard Hesseman   | Snapper Kramer, zubař                         |
| Teri Garrová      | Ericka Kramerová, Snapperova žena             |
| Jenn Thompsonová  | Delia, Kramerovic dcera                       |
| Peter Billingsley | Billy, Kramerovic syn                         |
| Beau Bridges      | Duane Hansen, chicagský spisovatel            |
| Beverly D'Angelo  | Carmen Odessa Shelbyová, nymfomanka           |
| Daniel Stern      | Spanky, stopař                                |
| Sandra McCabeová  | prostitutka                                   |
| Celia Westonová   | Grace                                         |
| Deborah Rushová   | Mary Magdalen, řádová sestra-novicka          |
| Geraldine Page    | Mary Clarise, matka představená               |
| George Dzundza    | Eugen, bankovní lupič                         |
| Joe Grifasi       | Osvaldo, bankovní lupič                       |
| Hume Cronyn       | Sherm Schaefler                               |
| Jessica Tandyová  | Carol Schaeflerová, Shermova žena-alkoholička |
| Jerry Hardin      | guvernér                                      |